# Uncle Max
Uncle Max is een komische reeks gemaakt door CITV die later werd uitgezonden door onder andere de BBC en Ketnet. Het personage Max trekt graag op met zijn neefje Luke, maar laat alles in het honderd lopen.

## Rolverdeling
- Uncle Max: David Schneider
- Luke (seizoen 1): William Howe
- Luke (seizoen 2): Jonathon Hanly

## Informatie
- Aantal afleveringen: 26
- Aantal reeksen: 2
- Duur van een aflevering: 15 minuten